# Papa Siksto
Ukupno su bila petorica papa imena Siksto.
- Siksto I. (115./116. – 125.).
- Siksto II. (257. – 258.).
- Siksto III. (432. – 440.).
- Siksto IV. (1471. – 1484.).
- Siksto V. (1585. – 1590.).